# Bad Homburg Open
Bad Homburg Open este un turneu de tenis profesionist pentru femei, care se desfășoară pe terenuri cu iarbă în aer liber la Clubul de tenis Bad Homburg din Bad Homburg, Germania. Clasificat ca turneu WTA 250, evenimentul a avut ediția inaugurală în iunie 2021, după ce a fost inițial amânat din 2020 din cauza pandemiei de COVID-19.
În septembrie 2019, All England Lawn Tennis and Croquet Club (AELTC) a anunțat că va investi în noi turnee de tenis pe iarbă care urmează să fie programate înainte de Campionatele de la Wimbledon în cadrul ATP Tour și WTA Tour. Printre noile investiții s-a numărat și un eveniment WTA planificat pentru Bad Homburg, cu colaborarea agenției germane de sport Perfect Match, precum și a jucătoarei germane de tenis Angelique Kerber și a echipei sale, după care va deveni ambasadoarea turneului. Noul stadion de la Clubul de Tenis Bad Homburg a fost construit pe locul primului teren de tenis din Europa, Kurpark, iar în iulie 2020, Kerber a botezat stadionul la ceremonia de deschidere.

## Rezultate

### Simplu
| An          | Campioană                              | Finalistă                              | Scor                                   |                                        |
| ----------- | -------------------------------------- | -------------------------------------- | -------------------------------------- | -------------------------------------- |
| 2020        | Anulat din cauza pandemiei de COVID-19 | Anulat din cauza pandemiei de COVID-19 | Anulat din cauza pandemiei de COVID-19 | Anulat din cauza pandemiei de COVID-19 |
| 2021        | Angelique Kerber                       | Kateřina Siniaková                     | 6–3, 6–2                               |                                        |
| 2022        | Caroline Garcia                        | Bianca Andreescu                       | 6–7(5–7), 6–4, 6–5                     |                                        |
| 2023        | Kateřina Siniaková                     | Lucia Bronzetti                        | 6–2, 7–6(7–5)                          |                                        |
| ↓ WTA 500 ↓ |                                        |                                        |                                        |                                        |
| 2024        | Diana Shnaider                         | Donna Vekić                            | 6–3, 2–6, 6–3                          |                                        |
| 2025        | Jessica Pegula                         | Iga Świątek                            | 6–4, 7–5                               |                                        |

### Dublu
| An          | Campioane                               | Finaliste                              | Scor                                   |                                        |
| ----------- | --------------------------------------- | -------------------------------------- | -------------------------------------- | -------------------------------------- |
| 2020        | Anulat din cauza pandemiei de COVID-19  | Anulat din cauza pandemiei de COVID-19 | Anulat din cauza pandemiei de COVID-19 | Anulat din cauza pandemiei de COVID-19 |
| 2021        | Darija Jurak Andreja Klepač             | Nadiia Kichenok Raluca Olaru           | 6–3, 6–1                               |                                        |
| 2022        | Eri Hozumi Makoto Ninomiya              | Alicja Rosolska Erin Routliffe         | 6–4, 6–7(5–7), [10–5]                  |                                        |
| 2023        | Ingrid Gamarra Martins Lidziya Marozava | Eri Hozumi Monica Niculescu            | 6–0, 7–6(7–3)                          |                                        |
| ↓ WTA 500 ↓ |                                         |                                        |                                        |                                        |
| 2024        | Nicole Melichar-Martinez Ellen Perez    | Chan Hao-ching Veronika Kudermetova    | 4–6, 6–3, [10–8]                       |                                        |
| 2025        | Guo Hanyu Alexandra Panova              | Liudmila Kicenok Ellen Perez           | 4–6, 7–6(7–4), [10–5]                  |                                        |